# Discorso di Dronero

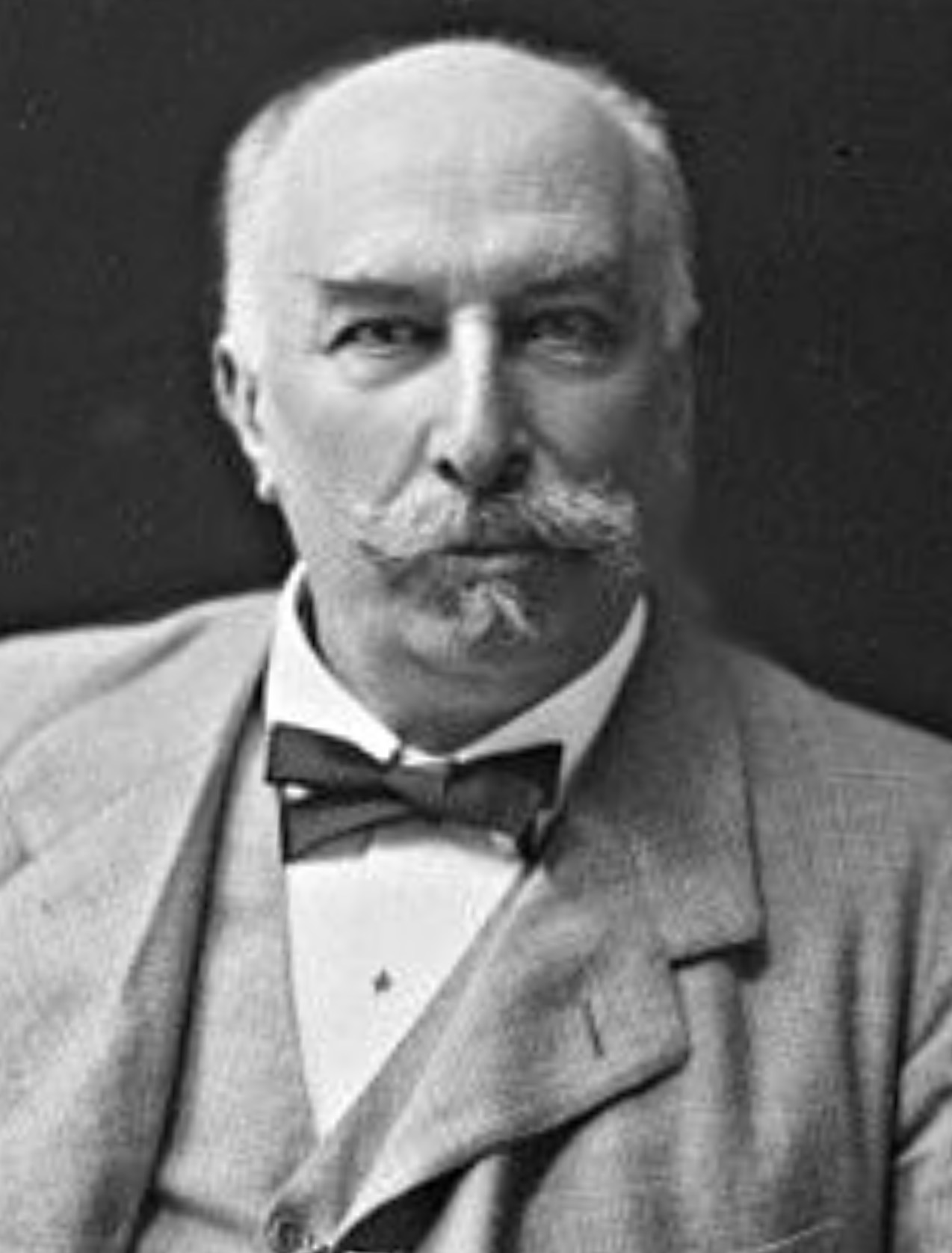
Giovanni Giolitti

È passato alla storia come Discorso di Dronero il discorso pronunciato il 12 ottobre 1919 dallo statista liberale Giovanni Giolitti di fronte ai suoi elettori del collegio omonimo, in vista delle elezioni politiche italiane del 1919.
Con tale discorso, Giolitti riaffermò l'esattezza della posizione "neutralista" da lui tenuta prima dell'ingresso dell'Italia nella Grande Guerra. Il discorso fu visto come un'apertura al Partito Socialista, anch'esso neutralista e, per tale motivo, gli fece guadagnare il soprannome spregiativo di "bolscevico dell'Annunziata".

## Presupposti
Dopo l'entrata in guerra dell'Italia, Giovanni Giolitti si tenne in disparte dalla politica per tutta la durata del conflitto. I suoi interventi furono limitati ai discorsi per l'apertura annuale del Consiglio provinciale di Cuneo, con generici appelli alla concordia patriottica. 
Tuttavia, già nell'estate del 1917, egli denunciò che la guerra aveva rivelato non solo «le eroiche virtù del nostro esercito e del nostro popolo» ma anche «insaziabile avidità di danari, disuguaglianze nei sacrifici, ingiustizie sociali […] ha concentrato grandi ricchezze in poche mani, ha accresciuto in modo senza precedenti le ingerenze dello Stato e quindi le responsabilità dei governi». Contro tutto ciò, Giolitti preannunciò «la necessità di profonde mutazioni nella condotta della politica estera» e di un radicale cambiamento nella politica interna per far fronte ai «problemi sociali, politici, economici e finanziari veramente formidabili» del dopoguerra.
Conclusosi vittoriosamente il conflitto, Giolitti tornò in politica e si candidò alle elezioni italiane del 1919, che si svolsero con il sistema proporzionale precedentemente introdotto dal governo Nitti I.

## Contenuti del discorso

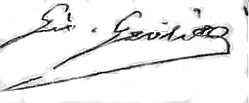
Firma di Giovanni Giolitti

L'ex Presidente del Consiglio cominciò denunziando «le minoranze audaci e i governi senza intelligenza e senza coscienza» (si riferisce al Governo Salandra) che avevano lanciato l’Italia nella guerra senza prevedere nulla del futuro complessivo dell'Europa, senza accordi precisi sulle questioni coloniali e «senza neppure supporre l'esistenza di necessità economiche, finanziarie, commerciali e industriali». Il Patto di Londra, che era stato propedeutico all’entrata in guerra dell’Italia, infatti, non prevedeva niente di tutto ciò.
Giolitti propose anche, al fine di evitare una nuova guerra, che tutti gli Stati fossero chiamati a far parte della Società delle Nazioni e, addirittura, che tutti i popoli si appoggiassero all'internazionalismo operaio.
Dopo aver difeso la sua scelta neutralista, lo statista invocò severe misure fiscali contro i profittatori di guerra e, soprattutto, sostenne la fine della diplomazia segreta e il trasferimento al Parlamento del potere di decidere sulla politica estera e sulla guerra.
(Giovanni Giolitti)
Circa la crisi finanziaria, Giolitti propose la diminuzione delle spese militari, l'imposta progressiva sulla rendita e sulle successioni e un prelevamento straordinario delle ricchezze. Concluse infine con un attacco violento contro le forze reazionarie e le classi privilegiate che, a suo parere, conducono l'umanità al disastro e «non possono più dirigere sole il mondo i cui destini debbono passare nelle mani dei popoli».
Agrari, industriali e la stampa nazionalista bollarono Giolitti come "bolscevico dell'Annunziata", con riferimento alla massima onorificenza di Casa Savoia conferita dal re a Giolitti nel 1904. Molti, tuttavia, tornarono a pensare che in quell'Italia dilaniata dalla violenza, dalla crisi economica e dagli scontri tra socialisti rivoluzionari e ultranazionalisti solo l'anziano uomo di Stato piemontese poteva, con la sua azione politica e il suo savoir-faire, quietare una situazione che sembrava molto critica.

## Avvenimenti successivi

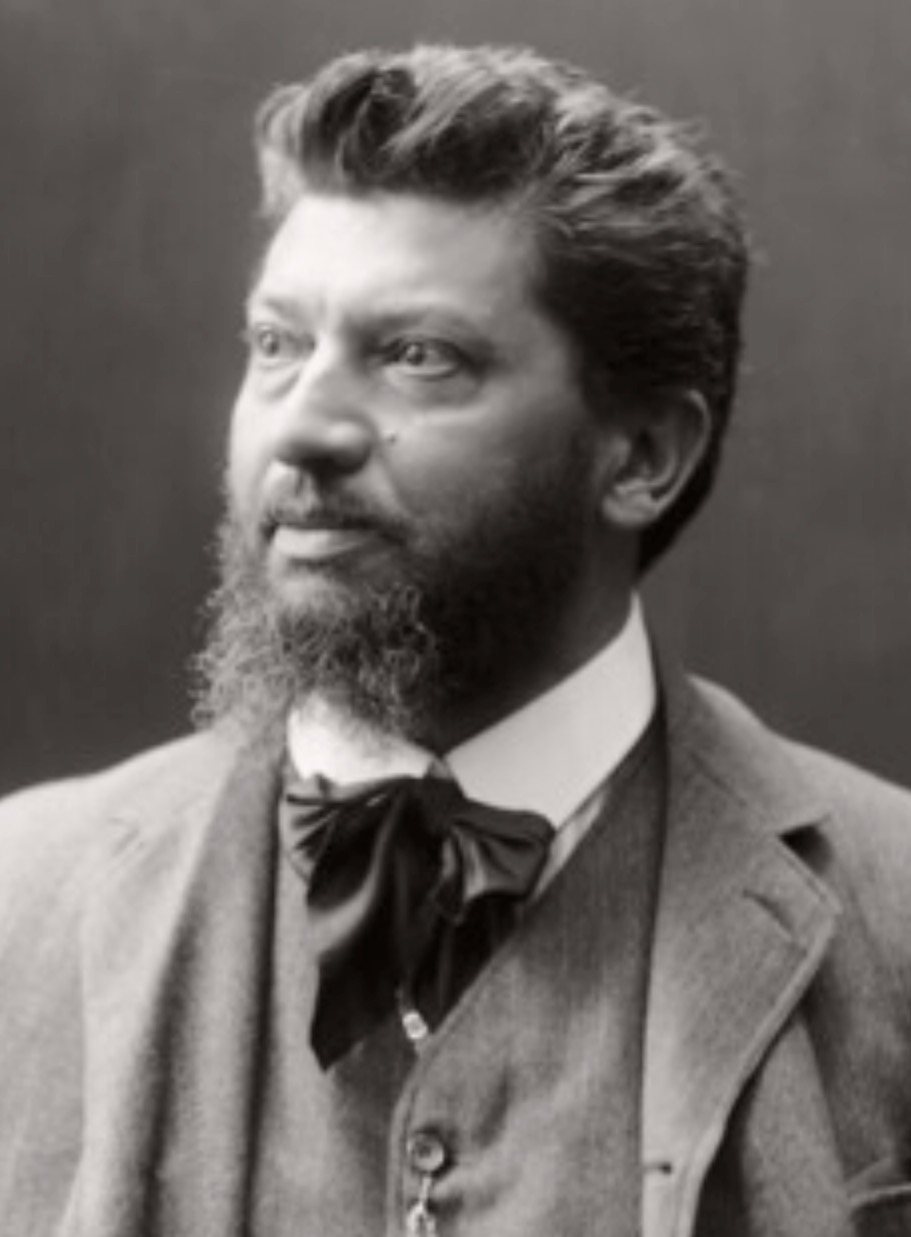
Filippo Turati

Le elezioni politiche decretarono la vittoria dei socialisti che, con 156 deputati, emersero come primo partito. 100 seggi furono conseguiti dal  Partito Popolare Italiano, comprendente i cattolici, mentre alle liste di liberali, democratici e radicali andarono solo 96 seggi. 
Il Primo Ministro Nitti, nonostante gli fosse confermata la fiducia, scelse di dimettersi il 16 novembre 1919, preoccupato anche dalle agitazioni sul fronte interno degli operai e degli agricoltori, ma il re Vittorio Emanuele III lo confermò alla guida del governo.
Il 21 maggio 1920, Nitti formò il suo secondo governo ma il mandato fu breve. Ne conseguirono le sue ulteriori dimissioni, nel giugno 1920, dopo essere stato anche messo in minoranza sul decreto di aumento del prezzo politico del pane. Al re non rimase altro che incaricare ancora una volta Giovanni Giolitti, per la formazione del suo quinto governo.
Tra i socialisti, tuttavia, la posizione filo-giolittiana di Filippo Turati risultò ampiamente minoritaria. La componente massimalista maggioritaria del segretario Costantino Lazzari e di Giacinto Menotti Serrati si rifiutò di guidare il partito nella maggioranza governativa. 
Giolitti, quindi, fu costretto a formare il suo nuovo governo grazie una coalizione formata da liberali, radicali, democratici, Partito Popolare e socialisti riformisti (Leonida Bissolati, Ivanoe Bonomi), che già erano stati espulsi dal PSI nel 1912. Al Ministero degli Esteri fu chiamato il “tecnico” Carlo Sforza, che concluse con gli jugoslavi il Trattato di Rapallo.
Nei confronti delle agitazioni sociali, Giolitti, ancora una volta, attuò la tattica da lui sperimentata con successo quando era alla guida dei precedenti ministeri: non accettò le richieste di agrari e imprenditori che chiedevano al governo di intervenire con la forza. 
Agrari e imprenditori iniziarono a riversare un appoggio sempre crescente verso il neonato Partito Nazionale Fascista. Dopo le elezioni politiche del 1921, il gruppo radical-democratico assunse una posizione critica sulla politica estera del governo. Il Governo Giolitti V, indebolito dalle elezioni generali, rassegnò le dimissioni il 27 giugno 1921. Il paese rimase in balia delle violenze antioperaie.
Il 30 ottobre 1922 Vittorio Emanuele III conferì a Benito Mussolini l’incarico di formare il nuovo governo.